# Moszkhión (szobrász)
Moszkhión (Kr. e. 3. század) görög szobrász
Athénben élt és alkotott, testvéreivel, Adamasszal és Dionüszodóroszzal egy Ízisz-szobrot készített Korinthosz elfoglalásának idejében. A szobor talapzata mind a mai napig megvan.